# Полутри
Полу̀три (на италиански: Pollutri, на местен диалект Pillutrë, Полутри) е село и община в Южна Италия, провинция Киети, регион Абруцо. Разположен е на 180 m надморска височина. Населението на общината е 2306 души (към 2010 г.).